# 케네디 블레이즈
케네디 앨릭시스 블레이즈(영어: Kennedy Alexis Blades, 2003년 9월 4일~)는 미국의 레슬링 선수이다. 2024년 하계 올림픽 여자 헤비급에서 은메달을 획득했다.

## 경력
일리노이주 시카고 출신으로 4세 때 언니인 코리나와 함께 주짓수를 시작했다. 7세 때 레슬링에 입문했으며 2016년 일리노이주 레슬링 선수권 대회 유소년부에 출전하여 최초로 남자 선수를 이긴 여자 레슬링 선수라는 기록을 남겼다. 
2020년에 17세에 미국 올림픽 레슬링 선발전에 참가하여 타미라 멘사스톡의 뒤를 이어 2위에 올랐다. 고등학교 졸업 후에는 선키스트 레슬링 클럽에 입단했고 클럽 인근의 애리조나 주립 대학교로 진학했다.
블레이즈는 2021년 세계 주니어 선수권 대회에서 금메달을 획득했고고 나중에 2023년에는 U-23 세계 선수권 대회에서 은메달을 획득했다. 2024년 미국 올림픽 선발전에서는 애들린 그레이를 꺾고 올림픽 대표팀에 발탁되었다.
2024년 8월에 열린 2024년 하계 올림픽에 참가했으며 루마니아의 커털리나 악센테, 쿠바의 밀라이미스 마린, 키르기스스탄의 아이페리 메데트 크즈를 꺾고 결승 진출에 성공했다. 결승전에서는 일본의 가가미 유카에게 패하여 은메달을 획득했다.